# Surimyia rolanderi
Surimyia rolanderi är en tvåvingeart som beskrevs av Reemer 2008. Surimyia rolanderi ingår i släktet Surimyia och familjen blomflugor. Inga underarter finns listade i Catalogue of Life.